# Путь непройденный
Путь непройденный — третий оригинальный альбом фолк-метал-группы Alkonost, изданный в 2006 году. Альбом также известен под названием The Path We’ve Never Made. В 2009 году он был переиздан в Голландии.
Журнал Dark City об альбоме:

(…) здесь присутствуют и мужской вокал, и женский, и звучит это очень гармонично. Больше фолковых мотивов и ощущения, присущего былинному фольклору — поэтичности и гармонии (…)
— Мара Мёрки

## Список композиций
| №                   | Название                     | Текст песни                            | Длительность |
| ------------------- | ---------------------------- | -------------------------------------- | ------------ |
| 1.                  | «Голос Лесов»                | Алексей Соловьёв и Чепигин Антон       | 6:14         |
| 2.                  | «Путь Неприметный»           | Алексей Соловьёв                       | 6:24         |
| 3.                  | «Ночь Перед Битвой»          | Алексей Соловьев и Александра Терёхина | 8:38         |
| 4.                  | «Нивушка-Нива»               | Алексей Соловьёв                       | 7:43         |
| 5.                  | «Темень»                     | Алексей Соловьёв и Чепигин Антон       | 8:35         |
| 6.                  | «Море-Сон»                   | Алексей Соловьёв и Чепигин Антон       | 8:16         |
| 7.                  | «Думы мои - Зарницы дальние» | Алексей Соловьёв                       | 9:03         |
| Общая длительность: | Общая длительность:          | Общая длительность:                    | 54:53        |

- Оформление: Владимир Ураков. Фото: Стас Микульский.

## Участники записи
- Алена Пелевина — вокал
- Андрей «Лось» Лосев — гитара
- Дмитрий «Sokoloff» Соколов — гитара
- Алексей Соловьев — бас-гитара, вокал
- Альмира «Мирра» Фатхуллина — клавиши, бэк-вокал
- Антон «Ант» Чепигин — барабаны
- Маша «Scream» (Аркона) — вокал (7)
- IreK, Виктор Зимин, Альбина, Ирина — бэк-вокал
- Сергей «Lazar» Атрашкевич — сведение, мастеринг